# Epopt
Epopt je bio visoki državni službenik u Bizantskom carstvu, nadležan za teritorij jedne provincije i koji je određivao sveukupni porez za svako selo. 